# Zbigniew Smarzewski

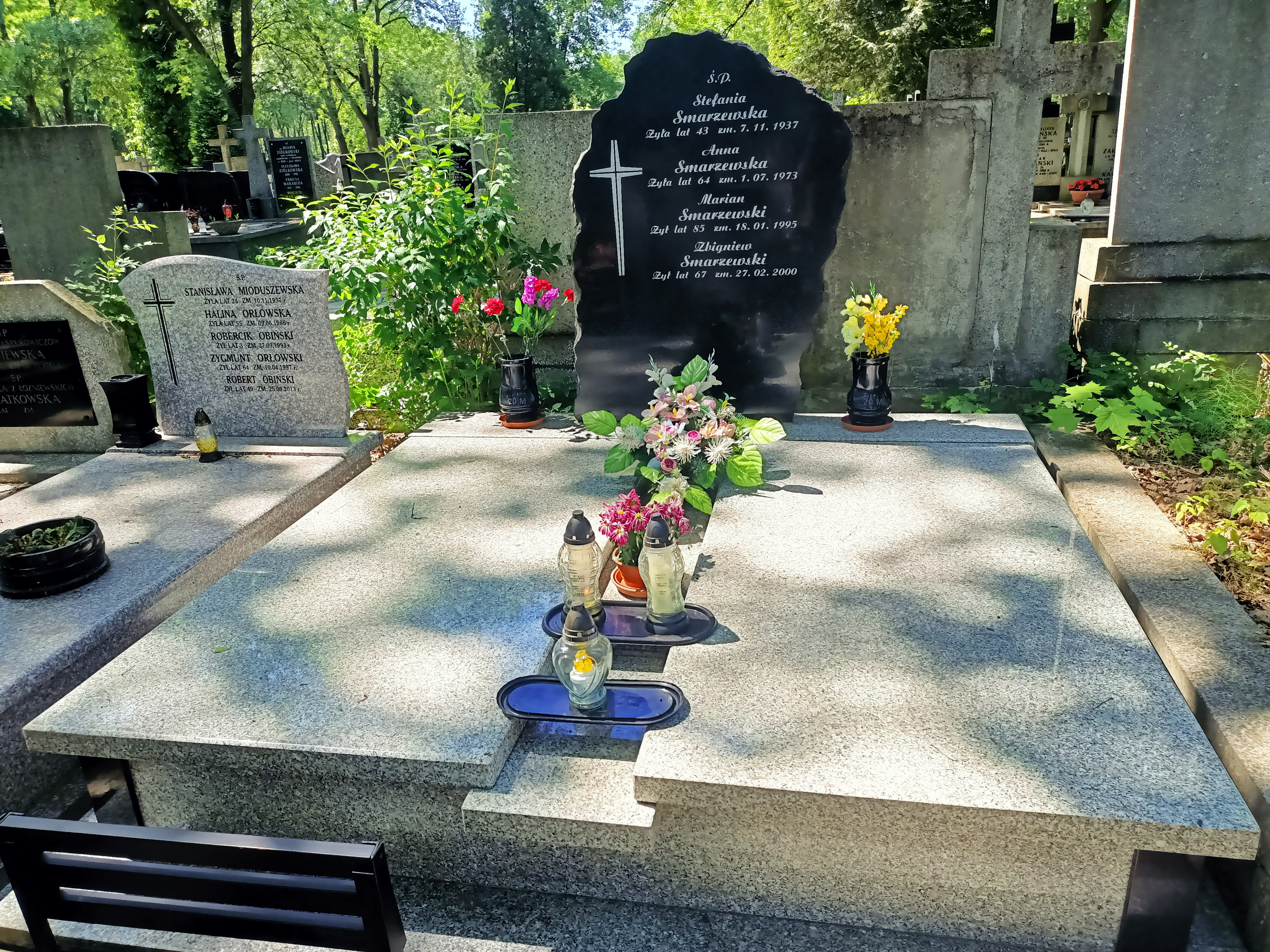
Grób Zbigniewa Smarzewskiego na Cmentarzu Bródnowskim w Warszawie

Zbigniew Smarzewski (ur. 1 września 1932 w Warszawie, zm. 27 lutego 2000 tamże) – polski dziennikarz sportowy.

## Życiorys
W 1956 został absolwentem wydziału Dziennikarstwa Uniwersytetu Warszawskiego. W 15 października tego samego roku został pierwszym etatowym dziennikarzem Telewizji Polskiej. 13 stycznia 1957 wspólnie z Tadeuszem Pyszkowskim podczas pierwszej emisji sportowej komentował mecz bokserski pomiędzy drużynami Skra Warszawa i Gwardia Łódź. Początkowo był redaktorem następnie starszym redaktorem, a w latach 1969-1982 komentatorem.
Od 1982 do 1986 pełnił funkcję zastępcy redaktora naczelnego Naczelnej redakcji sportowej Telewizji Polskiej. Był pierwszym i wieloletnim komentatorem Telewizji Polskiej. Relacjonował między innymi igrzyska olimpijskie i mistrzostwa świata. Specjalizował się w boksie, łyżwiarstwie figurowym, gimnastyce artystycznej i akrobatyce sportowej. Był prezesem Polskiego Związku Akrobatyki Sportowej. Został pochowany na Cmentarzu Bródnowskim w Warszawie (kwatera M20, rząd 4, grób 23).